# ぎょしゃ座プサイ1星
ぎょしゃ座ψ1星は、太陽から約4,000光年離れたところにある 赤色超巨星。学名はψ1Aurigae（略称はψ1Aur）で、光度は太陽の約63,000倍あるとされている。この恒星はぎょしゃ座の中に位置しており、4.54等と5.7等の間を変光するLC型の脈動変光星である。